# Cléry (Côte-d'Or)
 Cléry  es una población y comuna francesa, en la región de Borgoña, departamento de Côte-d'Or, en el distrito de Dijon y cantón de Pontailler-sur-Saône.

## Demografía
| 112 | 118 | 83 | 139 | 117 | 136 |
| Para los censos de 1962 a 1999 la población legal corresponde a la población sin duplicidades (Fuente: INSEE [Consultar]) |     |    |     |     |     |